# Gnathophis
Gnathophis – rodzaj ryb promieniopłetwych z podrodziny Congrinae w obrębie rodziny kongerowatych (Congridae).

## Rozmieszczenie geograficzne
Do rodzaju należą gatunki występujące w wodach Oceanu Atlantyckiego, Oceanu Indyjskiego i Oceanu Spokojnego.

## Morfologia
Długość ciała do 60 cm; brak danych dotyczących masy ciała.

## Systematyka
Rodzaj zdefiniował w 1859 roku niemiecki paleontolog i przyrodnik Johann Jakob Kaup w artykule poświęconym nowym rybom węgorzokształtnym ze zbiorów Muzeum w Hamburgu, opublikowanym w czasopiśmie Abhandlungen aus dem Gebiete der Naturwissenschaften herausgegeben vom Naturwissenschaftlichen Verein in Hamburg. Gatunkiem typowym jest (oznaczenie monotypowe) G. heterognathos.

### Etymologia
- Gnathophis: gr. γναθος gnathos ‘żuchwa’; οφις ophis, οφεως opheōs ‘wąż’[9].
- Euleptocephalus: gr. ευ eu ‘dobry, ładny, typowy’[10]; rodzaj Leptocephalus Scopoli, 1777. Gatunek typowy (późniejsze oznaczenie): Leptocephalus sicanus Facciolà, 1883 (= Muraena mystax Delaroche, 1809)[11].
- Rhynchocymba: gr. ῥυγχος rhunkhos ‘pysk, ryj, dziób’[12]; κομβος kombos ‘węzeł’[13]. Gatunek typowy (oryginalne oznaczenie): Leptocephalus nystromi Jordan & Snyder, 1901 (= Myrophis heterognathos Bleeker, 1858).
- Poutawa: etymologia niejasna, autor nie podał wyjaśnienia nazwy zwyczajowej[4]. Gatunek typowy (najwyraźniej oryginalne oznaczenie): Congrus habenatus Richardson, 1848.
- Fimbriceps: łac. fimbriae ‘frędzel’[14]; -ceps ‘-głowy’, od caput, capitis ‘głowa’[15]. Gatunek typowy (oznaczenie monotypowe): Fimbriceps umbrellabia Whitley, 1948.

### Podział systematyczny
Do rodzaju należą następujące gatunki:

- Gnathophis andriashevi Karmovskaya, 1990
- Gnathophis asanoi Karmovskaya, 2004
- Gnathophis bathytopos Smith] & Kanazawa, 1977
- Gnathophis bracheatopos Smith & Kanazawa, 1977
- Gnathophis capensis (Kaup, 1857)
- Gnathophis castlei Karmovskaya & Paxton, 2000
- Gnathophis cinctus (Garman, 1899)
- Gnathophis codoniphorus Maul, 1972
- Gnathophis ginanago (Asano, 1958)
- Gnathophis grahami Karmovskaya & Paxton, 2000
- Gnathophis habenatus (Richardson, 1848)
- Gnathophis heterognathos (Bleeker, 1858)
- Gnathophis heterolinea (Kotthaus, 1968)
- Gnathophis leptosomatus Karrer, 1983
- Gnathophis longicauda (Ramsay & Ogilby, 1888)
- Gnathophis macroporis Karmovskaya & Paxton, 2000
- Gnathophis melanocoelus Karmovskaya & Paxton, 2000
- Gnathophis microps Karmovskaya & Paxton, 2000
- Gnathophis musteliceps (Alcock, 1894)
- Gnathophis mystax (Delaroche, 1809)
- Gnathophis nasutus Karmovskaya & Paxton, 2000
- Gnathophis neocaledoniensis Karmovskaya, 2004
- Gnathophis parini Karmovskaya, 1990
- Gnathophis smithi Karmovskaya, 1990
- Gnathophis tritos Smith & Kanazawa, 1977
- Gnathophis umbrellabius (Whitley, 1948)
- Gnathophis xenica (Matsubara & Ochiai, 1951)